# Altrippe
Altrippe là một xã thuộc tỉnh Moselle trong vùng Grand Est đông bắc nước Pháp.
Thị trấn này có diện tích 4,88 km2, dân số năm 2006 theo điều tra của INSEE là 404 người.

## Biến động dân số
| Năm | 1962 | 1968 | 1975 | 1982 | 1990 | 1999 |
| --- | ---- | ---- | ---- | ---- | ---- | ---- |
| Dân số | 226  | 233  | 272  | 308  | 369  | 404  |
| From the year 1962 on: No double counting—residents of multiple communes (e.g. students and military personnel) are counted only once. |      |      |      |      |      |      |